# Oxie kontrakt
Oxie kontrakt var ett kontrakt i Lunds stift inom Svenska kyrkan. Kontraktet upphörde 31 december 1961.

## Administrativ historik
Kontraktet finns omnämnt från mitten av 1700-talet och omfattade från 1800-talet
- Malmö S:t Petri församling som 1962 övergick i Malmö kontrakt
- Slottsstadens församling bildad 1949 som 1962 övergick  i Malmö kontrakt
- Kirsebergs församling som 1962 övergick  i Malmö kontrakt
- Malmö S:t Pauli församling som 1962 övergick  i Malmö kontrakt
- Malmö S:t Johannes församling bildad 1906 som 1962 övergick  i Malmö kontrakt
- Malmö Karoli församling (Malmö tyska församling) som 1949 övergick  i Malmö S:t Petri församling
- Limhamns församling bildad 1902 som 1962 övergick  i Malmö kontrakt
- Hyllie församling som 1908 uppgick i Limhamns församling
- Västra Skrävlinge församling som 1962 övergick  i Malmö kontrakt
- Möllevångens församling bildad 1949 som 1962 övergick  i Malmö kontrakt
- Fosie församling som 1962 övergick i Malmö kontrakt
- Husie församling som 1962 övergick  i Malmö kontrakt
- Bunkeflo församling som 1962 övergick  i Malmö kontrakt
- Glostorps församling som 1962 övergick  i Malmö kontrakt
- Lockarps församling som 1962 övergick  i Malmö kontrakt
- Gässie församling som före 1902 benämndes Gessie församling som 1962 övergick i Oxie och Skytts kontrakt
- Eskilstorps församling som 1962 övergick i Oxie och Skytts kontrakt
- Arrie församling som 1962 övergick i Oxie och Skytts kontrakt
- Hököpinge församling som 1962 övergick i Oxie och Skytts kontrakt
- Västra Ingelstads församling som 1962 övergick i Oxie och Skytts kontrakt
- Östra Grevie församling som 1962 övergick i Oxie och Skytts kontrakt
- Mellan-Grevie församling som 1962 övergick i Oxie och Skytts kontrakt
- Södra Åkarps församling som 1962 övergick i Oxie och Skytts kontrakt
- Södra Sallerups församling som 1962 uppgick i Malmö kontrakt
- Bjärshögs församling som 1962 övergick i Bara kontrakt
- Oxie församling som 1962 uppgick i Malmö kontrakt
- Tygelsjö församling som 1962 övergick i Oxie och Skytts kontrakt
- Västra Klagstorps församling som 1962 övergick i Oxie och Skytts kontrakt